# Hotel Sacher (1939)
Hotel Sacher ist ein deutscher Spielfilm von Erich Engel aus dem Jahr 1939. Die Innenaufnahmen wurden in den Rosenhügel-Filmstudios in Wien gedreht.

## Inhalt
Die Handlung des Films spielt zu Silvester 1913/14 im Hotel Sacher in Wien. Dieses ist zu jener Zeit Treffpunkt der „großen Welt“ und auch der Halbwelt. Kaiserliche und Königliche Hoheiten, Diplomaten, hohe Beamte und Offiziere umschwärmen die Damen der Gesellschaft und die Mädchen des Opernballetts. Die Hotelchefin Frau Sacher und ihre Oberkellner kontrollieren und überwachen teilweise auch die Speisesäle und die Séparées, wo sich neben Politik auch andere „Sachen“ abspielen. Das neue Jahr, in dem der Erste Weltkrieg ausbrechen wird, wird jubelnd überall begrüßt und gefeiert. Doch im Zimmer der Spionin Nadja fällt ein Schuss. Sie wird vor der russischen Botschaft verhaftet. Der österreichische Staatsbeamte Stefan liebt sie, gerät aber selbst in den Verdacht, ein Agent zu sein. Als Nadja angeklagt wird, erschießt er sich.

## Kritik
„Der routiniert inszenierte und gespielte Spionagefilm kann trotz seiner melodramatischen Liebeshandlung ein wenig von der durch Haß, Intoleranz und Mißtrauen aufgeladenen politischen Atmosphäre in Österreich vor Ausbruch des Ersten Weltkriegs deutlich machen.“